# Fitoalimurgia
Si definisce fitoalimurgia la conoscenza dell'uso delle specie vegetali (soprattutto erbe spontanee) a scopo alimentare. La fitoalimurgia fu un principio di nutrizione anche in tempo di guerra.
Nel recente passato era consuetudine di molte persone, in particolare nei ceti meno abbienti, andare per erbe, e per questi le verdure selvatiche hanno costituito una risorsa alimentare di primaria importanza.
Oggi la fitoalimurgia non ha più la funzione di risorsa alimentare, ma molti, grazie anche al maggior tempo libero a disposizione, stanno riscoprendo che andare per verdure porta alcuni benefici: venire a contatto con la natura, fare delle lunghe passeggiate e non ultimo variare il classico menu grazie alla raccolta di erbe.